# Eugenia crucigera
Eugenia crucigera är en myrtenväxtart som beskrevs av Albert Ulrich Däniker. Eugenia crucigera ingår i släktet Eugenia och familjen myrtenväxter.
Artens utbredningsområde är Nya Kaledonien. Inga underarter finns listade i Catalogue of Life.